# Kaspar Michel

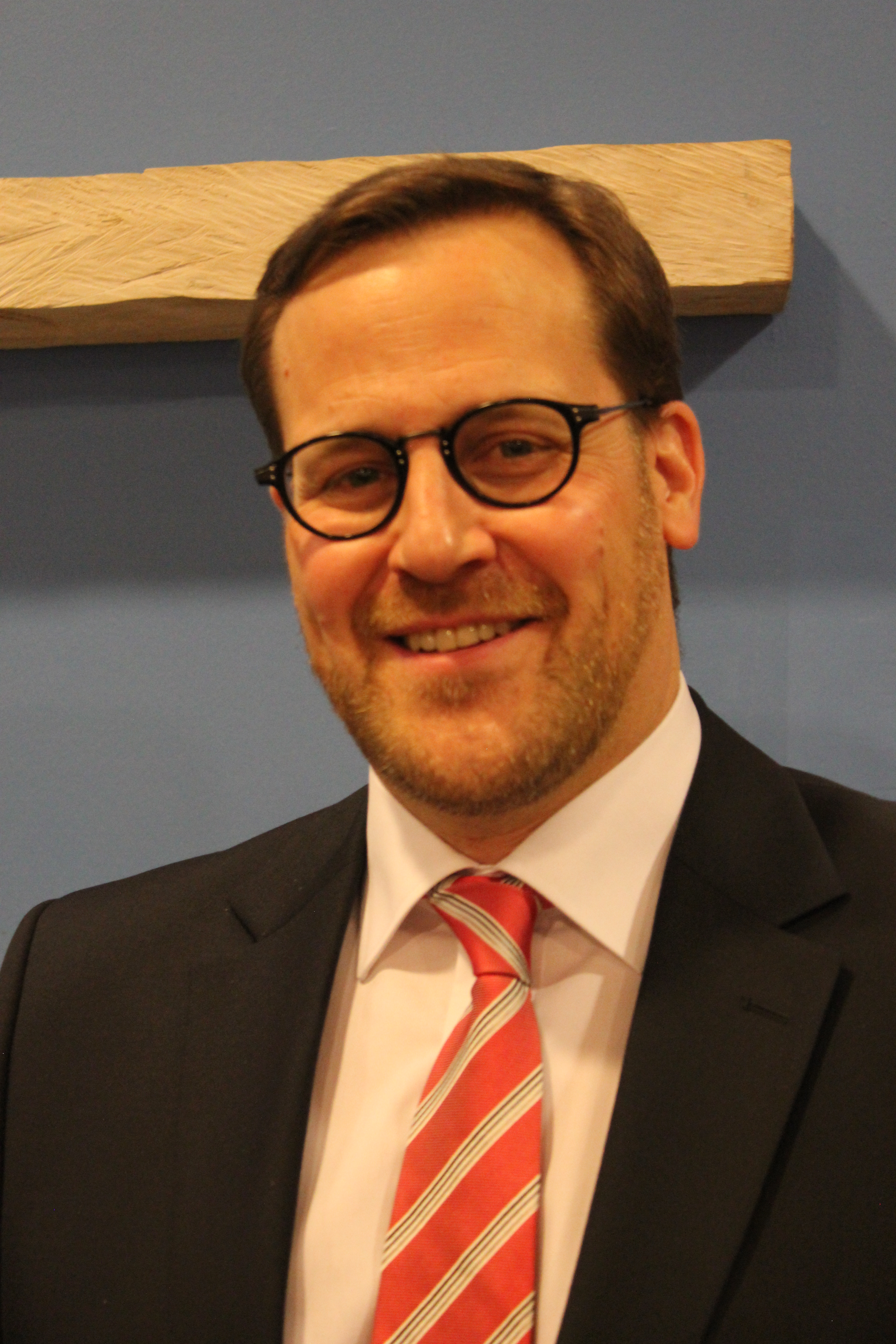
Kaspar Michel (2016)

Kaspar Michel (* 16. Juli 1970 in Lachen, heimatberechtigt in Netstal und Glarus) ist ein Schweizer Politiker (FDP).
Michel studierte Schweizer Geschichte und Staatswissenschaften und schloss mit dem Lizenziat ab. Bis zu seiner Wahl in den Regierungsrat war er Staatsarchivar des Kantons Schwyz. Nach einer erfolglosen Regierungsratskandidatur im Jahre 2008 versuchte er bei den Ersatzwahlen 2010 den Sitz der CVP zu gewinnen. Im zweiten Wahlgang wurde er als Nachfolger von Georg Hess (CVP) in den Schwyzer Regierungsrat gewählt und trat das Amt als Finanzdirektor am 1. Oktober 2010 an. Vom 1. Juli 2018 bis zum 30. Juni 2020 stand er als Landammann dem Regierungsrat vor. Per 31. Dezember 2022 trat Michel als Regierungsrat zurück.
Er ist verheiratet, hat zwei Kinder und wohnt in Rickenbach in der Gemeinde Schwyz.